# 圣若昂
圣若昂是巴西巴拉那州的一个市镇。总面积388.06平方公里，总人口11198人，人口密度28.9人/平方公里。